# Vicky Horner
Victoria Elizabeth Vicky Horner (Newcastle upon Tyne, Inglaterra, 11 de mayo de 1976) es un nadadora retirada especializada en pruebas de estilo libre. Fue medalla de bronce en la prueba de 4x200 metros estilos durante el Campeonato Europeo de Natación de 1995 y subcampeona mundial también en 4x200 metros libres en el año 1999.
Representó a Reino Unido en los Juegos Olímpicos de Atlanta 1996.

## Palmarés internacional
| Campeonato Mundial de Natación en Piscina Corta | Campeonato Mundial de Natación en Piscina Corta | Campeonato Mundial de Natación en Piscina Corta | Campeonato Mundial de Natación en Piscina Corta |
| Año                                             | Lugar                                           | Medalla                                         | Prueba                                          |
| ----------------------------------------------- | ----------------------------------------------- | ----------------------------------------------- | ----------------------------------------------- |
| 1999                                            | Hong Kong ( China)                              | Medalla de plata                                | 4 × 200 m libre                                 |
| Campeonato Europeo de Natación                  |                                                 |                                                 |                                                 |
| Año                                             | Lugar                                           | Medalla                                         | Prueba                                          |
| 1995                                            | Viena ( Austria)                                | Medalla de bronce                               | 4 × 200 m libres                                |
| Campeonato Europeo de Natación en Piscina Corta |                                                 |                                                 |                                                 |
| Año                                             | Lugar                                           | Medalla                                         | Prueba                                          |
| 1998                                            | Sheffield ( Reino Unido)                        | Medalla de plata                                | 400 m libres                                    |